# Campnosperma zacharyi
Campnosperma zacharyi är en sumakväxtart som beskrevs av Randrian. & Lowry. Campnosperma zacharyi ingår i släktet Campnosperma och familjen sumakväxter. Inga underarter finns listade i Catalogue of Life.